# Tatjana Moisiejewa
Tatjana Jurjewna Moisiejewa (ros. Татьяна Юрьевна Моисеева, ur. 7 września 1981 w Chanty-Mansyjsku) – rosyjska biathlonistka, reprezentantka kraju w zawodach pucharu świata oraz na mistrzostwach świata. Dwukrotna złota medalistka mistrzostw świata juniorów z 2001. Czterokrotnie stawała na podium w zawodach PŚ.
W marcu 2008 poinformowano o pozytywnym wyniku testu antydopingowego podczas mistrzostw świata w Östersund. Jednakże jeszcze przed zbadaniem próbki-B IBU oczyściło ją z zarzutów, ponieważ użyty środek – deksametazon – zakazany jest tylko przy stosowaniu dożylnym, zaś Moisiejewa używała go w postaci płynnej, co miało pomóc na zaburzenia wzroku.

## Osiągnięcia

### Puchar Świata
| Sezon     | Miejsce |
| --------- | ------- |
| 2003/2004 | 77      |
| 2006/2007 | 20      |
| 2007/2008 | 20      |

### Mistrzostwa świata
| 2007 Anterselva (Włochy) | 22. miejsce (IN), 48. miejsce (SP), 28. miejsce (PU), 11. miejsce (MS) |
| 2008 Östersund (Szwecja) | 5. miejsce (IN), 19. miejsce (MS), 4. miejsce (RL)                     |

### Mistrzostwa świata juniorów
| 2001 Chanty-Mansyjsk (Rosja) | 1. miejsce (IN), 6. miejsce (SP), 4. miejsce (PU), 1. miejsce (RL) |